# Storie di politica sospetta
Storie di politica sospetta è una raccolta di racconti dell'investigatore privato Pepe Carvalho, celebre personaggio creato dalla penna di Manuel Vázquez Montalbán.
I tre racconti della raccolta sono accomunati dal tema della fragilità e della consapevolezza della vicina morte con cui gli anziani convivono. Storie di vecchi che coinvolgono il detective forse per “Solidarietà preventiva”.

## Federico III di Castiglia e León
Federico è il sedicente ultimo re legittimo di Spagna e “l'usurpatore borbonico” lo ha, secondo lui, relegato al rango di straccione.
L'anziano si è attribuito il titolo di “Federico III di Castiglia e León” e distribuisce improbabili cariche nobiliari che fanno sorridere chi lo conosce. Il grottesco aspirante al trono viene rapito e gli anziani amici del parco coinvolgono Pepe Carvalho nelle ricerche; Federico sembra invece aver trovato la sua reggia e la sua corte convinto ormai di poter chiarire col re Borbone la complessa vicenda dinastica.

## La guerra civile non è finita
Don Gonzalo è uno dei vecchietti che vive nel ricovero delle Sorelline dei Poveri; altezzoso, solitario e poco religioso, Don Gonzalo viene soffocato con un cuscino nel suo letto. Uno dei sacerdoti incarica il vecchio amico Carvalho di indagare per chiudere una vicenda che in fondo non interessa nessuno. Eppure da mezzo secolo Don Gonzalo per qualcuno era un incubo.

## Quel 23 febbraio
La bellissima giovane Teresa è la nipote dell'anziano Ricardo ex militare repubblicano che, pur temprato da una vita di sofferenza ed ancora attivissimo, sembra essere stato stroncato da un attacco cardiaco. Il vecchio si sentiva minacciato dopo il tentato golpe del 23 febbraio 1981, Teresa vorrebbe chiarire se i presunti nemici fossero così lontani come il nonno credeva.